# Winchester

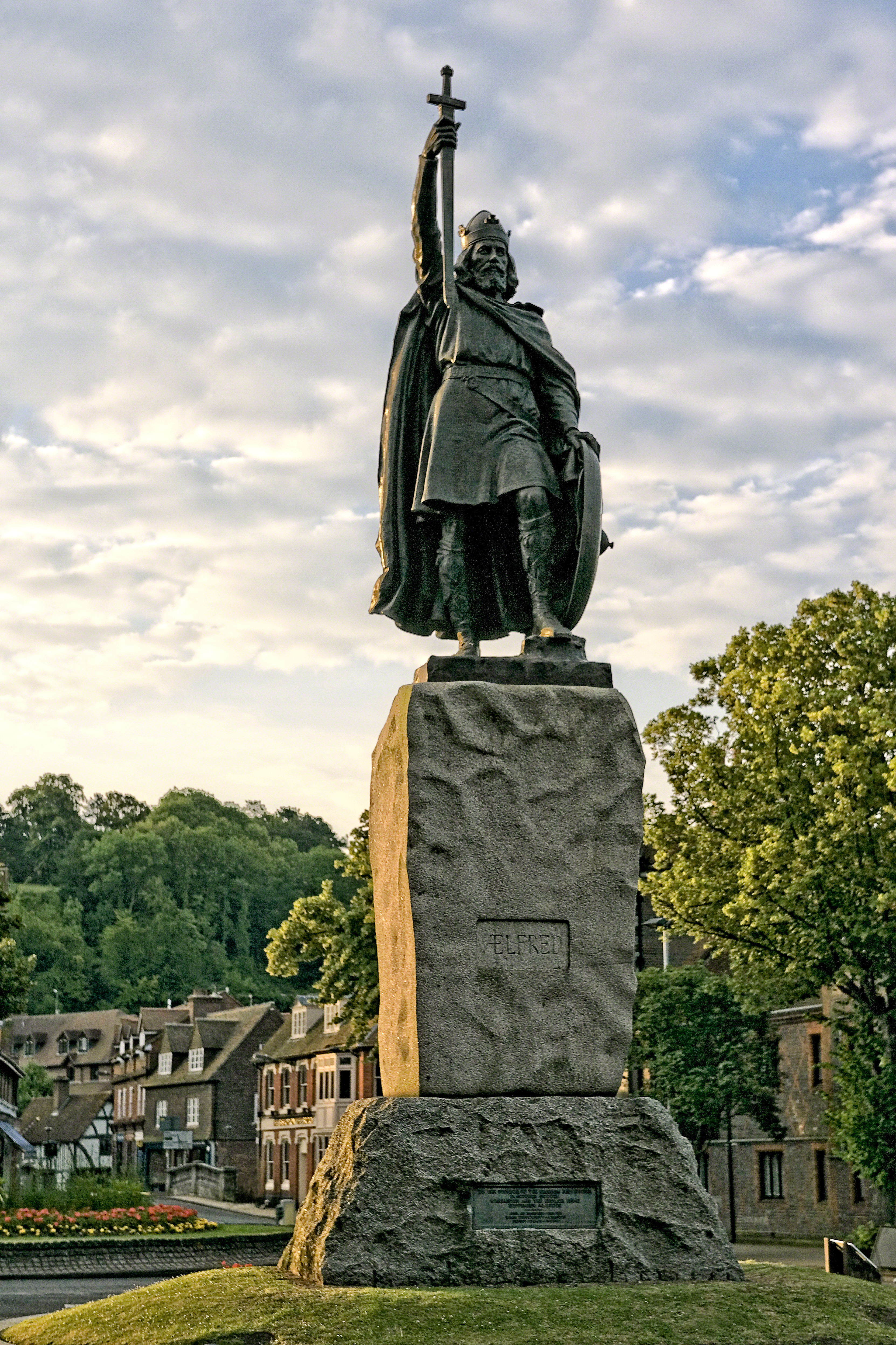
Estatua de Alfredo el Grande, realizada por Hamo Thornycroft.

Winchester (/ˈwɪntʃɪstər/) es una ciudad situada en el extremo sur de Inglaterra. Es la capital administrativa del condado de Hampshire y sede del gobierno local del distrito 12. En 2011 albergaba una población de 45.184 habitantes.
Winchester es considerada como la antigua capital de Inglaterra. Su origen proviene de un antiguo oppidum de la Edad del Hierro, que a su vez se convirtió en la ciudad romana de Venta Belgarum. Winchester se consideró la ciudad más importante de Inglaterra hasta la conquista normanda en el siglo XI. La ciudad se ha convertido en una de las áreas más caras y pudientes de Reino Unido. 
La ciudad tiene importantes edificios históricos como la Catedral, su construcción se inició en el siglo XI y se terminó en el siglo XVI; la Gran Sala, el único resto existente del antiguo castillo de Winchester y donde supuestamente estuvo colgada la mesa redonda del Rey Arturo; y el Winchester College, escuela privada construida en 1382.

## Historia

### Prehistoria
El área que rodea Winchester ha estado habitada desde la prehistoria, con tres castros de la Edad del Hierro: Oram's Arbour, St. Catherine's Hill y Worthy Down. A finales de esta época se desarrolló un nuevo asentamiento urbano conocido como oppidum, aunque la arqueología no ha investigado a fondo esta fase.
El asentamiento se volvió relevante para el pueblo belga en Gran Bretaña, sin embargo, se desconoce cómo los belgas conquistaron el emplazamiento. Julio César narró cómo la tribu había cruzado el Canal de la Mancha en una incursión, probablemente en el siglo I a. C., poco antes de la invasión romana. Para los britanos, el asentamiento fue conocido como Wenta o Venta (del celta, "pueblo tribal" o "lugar de encuentro"), aunque también se ha sugerido su origen de la palabra céltica "blanco", del galés moderno gwyn, por las existencia de tiza en los alrededores.

### Época romana
Tras la conquista romana de Gran Bretaña, el emplazamiento se convirtió en capital de los belgas y se conoció como Venta Belgarum, "venta de los belgas". A pesar de que en los primeros años de Britania como provincia romana Silchester y Chichester eran más relevantes, Venta los eclipsó a finales del siglo II. A comienzos del siglo III, Winchester ya contaba con murallas defensivas, y con unas 58 hectáreas, era una de las ciudades más grandes de la Britania romana. Su decadencia, como la mayoría de ciudades romanas, comenzó a finales del siglo IV.

### Medievo

#### Tardoantigüedad
A pesar de la retirada romana de Britania, la vida urbana continuó hasta mediados del siglo V. El asentamiento experimentó una reducción de tamaño, aunque se reforzaron las defensas de la ciudad. Pudo servir como centro de una comunidad religiosa o monárquica, ya que se utilizaron los cementerios cristianos utilizados en época romana.
Winchester aparece en la incipiente literatura galesa y a menudo se la identifica como la ciudad de Cair Guinntguic, aparecida en una lista de 28 ciudades de Gran Bretaña de La historia de los britanos, a menudo atribuida a Nennio. La ciudad es conocida como Caerwynt en galés moderno.

#### Reino de Wessex
La ciudad fue conocida como Wintan-ceastre ("Fuerte Venta") en inglés antiguo. En 648, el rey Cenwalh de Wessex erigió la iglesia de San Pedro y Pablo, después conocida como Old Minster y convertida en catedral en 660 cuando la diócesis de Wessex se trasladó desde Dorchester-on-Thames. La estructura de la ciudad data de la reconstrucción a finales del siglo IX, cuando el rey Alfredo el Grande eliminó el trazado romano para proveer mayor defensa contra los vikingos. La primera casa de moneda data de esta época.
A principios del siglo X existieron dos asentamientos eclesiásticos: el convento de Nunnamister, fundado por la viuda de Alfredo, Ethelswitha, y New Minster. El obispo Æthelwold de Winchester creó un sistema de desagüe, el "Lockburn", que fue utilizado en la ciudad hasta 1875 y se conserva. En esta época se amplió el Old Minster como centro de culto gracias al obispo Suituno de Winchester. Los tres templos son los logros supremos de la denominada Escuela de Winchester, según el historiador John Crook.
Los historiadores consideran que la corte anglosajona era itinerante en esta época y careció de capital. Martin Biddle ha sugerido que Winchester era el centro administrativo durante los siglos VII y VIII, aunque ha sido rebatido. Sin embargo, ha sido descrito por la historiadora Catherine Cubbit como "la primera ciudad del reino de Wessex" y Janet Nelson afirma que Londres y Winchester eran las proto-capitales de Alfredo el Grande.

#### Judíos en Winchester

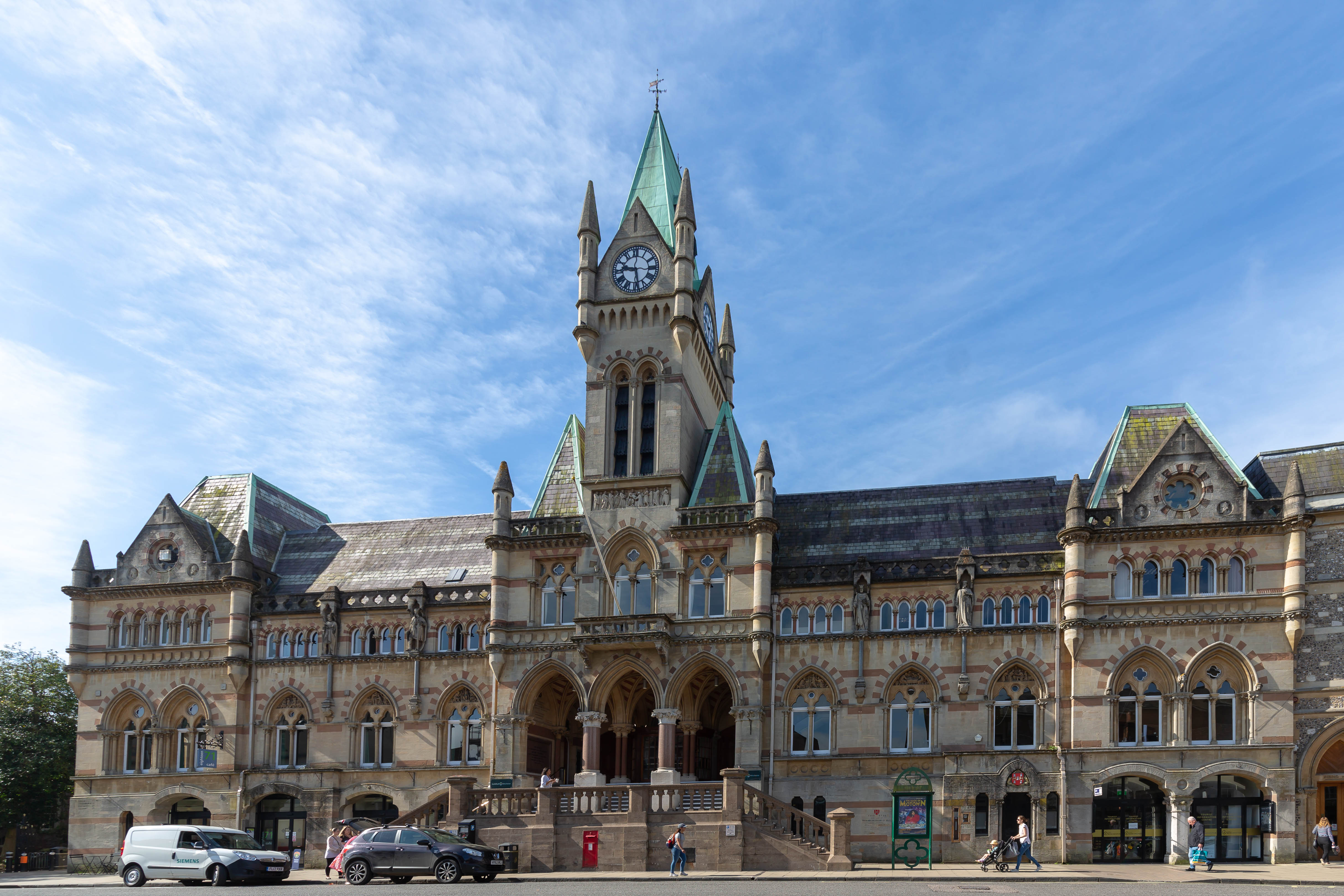
Guindhall de Winchester.

Los judíos vivieron en Winchester desde al menos 1148, y en el siglo XIII la comunidad judía de la ciudad era la más importante de Inglaterra. Existió un arca (registro documental judío) en la ciudad y el barrio judío se ubicó en el centro, en la actual calle Jewry. Hubo una serie de pogromos contra los judíos en 1220 y 1230, que fue probablemente la causa del ahorcamiento del líder hebreo, Abraham Pinch, frente a la sinagoga que dirigió. Simón de Montfort saqueó la judería en 1264 y en 1290 todos los judíos fueron expulsados de Inglaterra.

### Actualidad

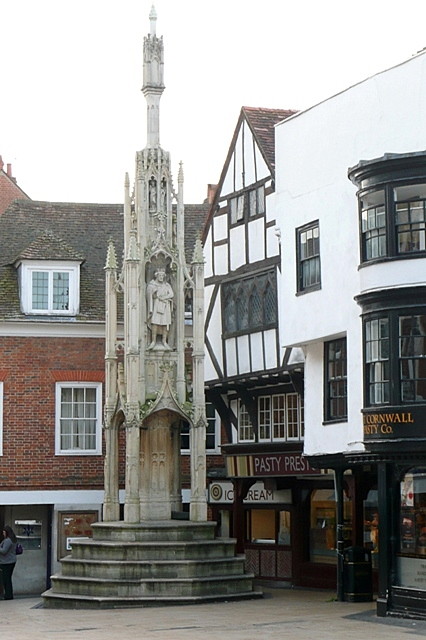
Buttercross de Winchester, monumento del protegido.

La City Cross, también conocida como Buttercross, ha sido datada en el siglo XV y alberga doce estatuas de la Virgen María, otros santos y figuras históricas. En 1865 fue restaurado por George Gilbert Scott y todavía se observa en High Street. Está inscrito en la categoría de Monumento planificado.
Las murallas de la ciudad fueron construidas originalmente en época romana y se reconstruyeron con el tiempo. Sin embargo, una gran parte de ellas fueron demolidas durante los siglos XVIII y XIX, debido a su ruina al ser consideradas un impedimento al tráfico y un peligro para los peatones, conservándose un pequeño lienzo original. De las seis puertas originales, se mantiene la Kingsgate y la Westgate con restos de muralla anejos y cerca de las ruinas del castillo de Wolvesey.
Algunas esculturas destacables de los siglos XIX y XX son una escultura a la reina Victoria, en el Great Hall, realizada por Alfred Gilbert, el rey Alfredo el Grande, de Hamo Thornycroft y Caballo y jinete, por Elisabeth Frink en la entrada del juzgado.
La novelista Jane Austen murió en Winchester el 18 de julio de 1817 y está enterrada en la Catedral. Durante la estancia del poeta romántico John Keats entre agosto y octubre de 1819, escribió "Isabella", "St. Agnes' Eve", "To Autumn", "Lamia" y partes de "Hyperion" y la tragedia poética en cinco actos "Otho The Great".
En 2013, según el diario Hampshire Chronicle, Winchester entró en uno de los diez mejores lugares para vivir en Reino Unido debido a su interés arquitectónico e históricos y sus conexiones con otras ciudades.

## Deporte
Winchester es la sede del Winchester F.C. que actualmente juega en la Liga del Sur y en el Castillo de Winchester, que han jugado en la Liga de Hampshire desde 1971. La liga local de fútbol del sábado, la Liga de Winchester y Distrito, se retiró en 2010.
Winchester City Flyers es un club de fútbol femenino y femenino establecido en 1996 con casi 200 miembros, que juegan desde U9 a fútbol femenino.
Winchester tiene un equipo de rugby union, Winchester RFC, y un club de atletismo, Winchester y District AC. La ciudad tiene un club de Hockey sobre hierba, Winchester Hockey Club,
Los Bowls de césped se juega en varios clubes. El bowling green más antiguo pertenece a Friary Bowling Club (utilizado por primera vez en 1820), mientras que el club de bolos más antiguo es Hyde Abbey Bowling Club (establecido en 1812). Riverside Indoor Bowling Club permanece abierto durante los meses de invierno.
Hay tres campo de golf de 18 hoyos. El Royal Winchester Golf Club se encuentra en las tierras bajas adyacentes a Clarendon Way con excelentes vistas sobre del lejano país. "JH" John Henry Taylor era el profesional del club cuando ganó el Open Championship en 1894 y 1895, y hay una sala con objetos de recuerdo que llevan su nombre. Hockley Golf Club se encuentra en una posición espectacular en St Catherine's Hill, también con amplias vistas. South Winchester Golf Club es otro campo de tierra firme y un recién llegado relativo, diseñado por Dave Thomas y Peter Alliss. Los visitantes son bienvenidos en los tres clubes.
Winchester College inventó y dio su nombre a Winchester College football, jugado exclusivamente en el Colegio y en algunas pequeñas comunidades africanas/sudamericanas.